# Paolo Cavezzali
Paolo Cavezzali (Firenze, 10 ottobre 1918 – Roma, 24 marzo 2006) è stato un politico e sindacalista italiano.

## Biografia
Socialista, avvocato e sindacalista CISL, è stato senatore della Repubblica per due legislature (dal 1968 al 1976) e sottosegretario di Stato alla Marina mercantile nei governi Rumor III e Colombo e sottosegretario di Stato per il Turismo e lo Spettacolo nel governo Rumor IV. Fu segretario confederale dal 1950 al 1969 e presidente della sezione italiana della Sinistra Europea, presidente dell'Unione ex parlamentari e per 10 anni presidente dell'Enasarco.